# 氟乙酸
氟乙酸（英語：Fluoroacetic acid）是一种分子式为CH2FCOOH的化合物。其钠盐，氟乙酸钠被作为杀虫剂。

## 毒理
氟乙酸会在乙酰辅酶A合成酶转化为氟乙酰辅酶A经柠檬酸合成酶转化为氟柠檬酸而抑制三羧酸循环中的顺乌头酸酶。